# Азилис
Азилис — индо-скифский царь, правивший в I веке до н. э.

## Биография
Азилис был преемником Азеса I, что, по мнению Дибвойза Н., У. Тарна и некоторых других исследователей, следует из надписей на отдельных монетах с именами этих индо-скифских правителей, выполненных, соответственно, на кхароштхи и греческом. Но Р. Фрай высказывал сомнение в обоснованности такого заключения. Другие же учёные, например, С. Конов отождествляли Азилиса с Азесом I.
Как указывал Дибвойз, в качестве царя царей Индии Азилис продолжил завоевания, начатые в Пенджабе его предшественниками. Однако Азилису пришлось оставить ранее покорённую саками Арахосию, которая перешла в подчинение Вонона, основавшего пахлавскую династию в Восточном Иране. Тарн У. отмечал, что Азилис относился к плеяде правителей, властвовавших одновременно в Гандхаре и Таксиле.
По всей видимости, совместно с Азилисом в Индии правил племянник Вонона Азес II, который и стал следующим царём.
 Исследования:
- Дибвойз Н. К. Политическая история Парфии. — СПб, 2008. — ISBN 978-5-8465-0638-1. С 74—75.
- Фрай Р. Наследие Ирана. — М., 1972. С. 236.
- Tarn W. W. The Greeks in Bactria and India. — Cambridge, 1938. S. 189, 372, 520, 522.
- Konow S. The So-called Takht-i-Bahi Inscription of the Year 103 // Epigraphia. Indica, vol. XVIII, No. 28. 1925/1926
- Энциклопедия Ираника: Azilises